# James Lauritz Reveal
James Lauritz Reveal (29. března 1941, Reno, Nevada – 9. ledna 2015, Ithaca, New York) byl americký botanik, emeritní profesor na Marylandské univerzitě, Norton Brown Herbarium Univerzity v Marylandu, kde byl také v letech 1979 až 1999 ředitelem sbírky známé jako Norton-Brown Herbarium. Jeho autorská zkratka je „REVEAL“.
Byl dobře znám jako autor mnoha názvů rostlin v ranku vyšší než rod. Byl znám také jako autor taxonomických systémů, především pak klasifikace rostlin označované jako Revealův systém. Také přispíval do série publikací Flóra Severní Ameriky (Flora of North America) a byl členem mezinárodní skupiny botaniků Angiosperm Phylogeny Group (včetně APG II).